# Всеслав Рогволодович (князь друцкий)
Всеслав Рогволодович (? — после 1186) — князь из полоцкой ветви Рюриковичей, сын полоцко-друцкого князя Рогволода Борисовича, князь Друцкий с 1186 года. Друцк он унаследовал после смерти старшего брата Глеба.
В 1186 году участвовал в удачном походе смоленских Ростиславичей на Полоцк.